# Girolamo Ardizzone
Girolamo Ardizzone (Palermo, 16 gennaio 1824 – Palermo, 30 maggio 1893) è stato un editore e giornalista italiano, fondatore e primo direttore del Giornale di Sicilia.

## Biografia
Letterato e attento osservatore del fermento giornalistico della seconda metà dell'ottocento, fonda due giornali a carattere scientifico divulgativo, "L'Osservatore" e "Il Poligrafo".
Nel 1860 dà vita al "Giornale Officiale di Sicilia", che il 1º agosto 1863 assume il nome di "Giornale di Sicilia".
Autore di novelle e poesie, è stato anche traduttore dal greco alla lingua siciliana.